# Garawanské jazyky
Garawanské jazyky jsou velmi malou jazykovou rodinou australských domorodých jazyků, která zahrnuje pouze jeden živý jazyk (konkrétně jazyk garawan). Používali se v Austrálii, v oblasti pobřeží Carpentarského zálivu, na pomezí Queenslandu a Severního teritoria.
Někdy jsou v rámci kontroverzní teorie makro-pama-nynunganských jazyků garawanské jazyky spojovány s velkou rodinou pama-nyunganských jazyků.

## Jazyky
Do rodiny garawanských jazyků se řadí tyto jazyky:
- Garawa, má okolo 100 mluvčích[1]
- Waanyi, jazyk, který vymřel na konci 20. století
- Gunindiri, mrtvý jazyk, o kterém nebyly zaznamenány téměř žádné informace